# Müller Fanny
Müller Fanny (Budapest, 1988. augusztus 17. –) magyar színésznő, akt- és fotómodell.

## Élete
Gyerekkorában gyermekszínész volt. Többek közt a Harlekin Színházban is játszott (Varázsfuvola – Papageno, Pál utcai fiúk – Richter és Wendauer, Kalandos vakáció – Müller). Később szinkronszínészkedett, és a Kossuth Rádió ifjúsági műsorában dolgozott. Tanulmányai mellett folyamatosan szánt időt a zenére és a táncra. Hosszú éveken át fuvolázott egyénileg és zenekar tagjaként, énekkarra járt. A tánc több válfaját is kipróbálta (balett, jazzbalett, ír sztepp), később felsőoktatási tanulmányai során visszatért a baletthez. Emellett kontakttáncot, modern táncot, néptáncot és tajcsit is tanult, illetve több táncművész workshopján is részt vett.
A Pázmány Péter Katolikus Egyetemen magyar és filozófia szakot végzett.

## Szerepei

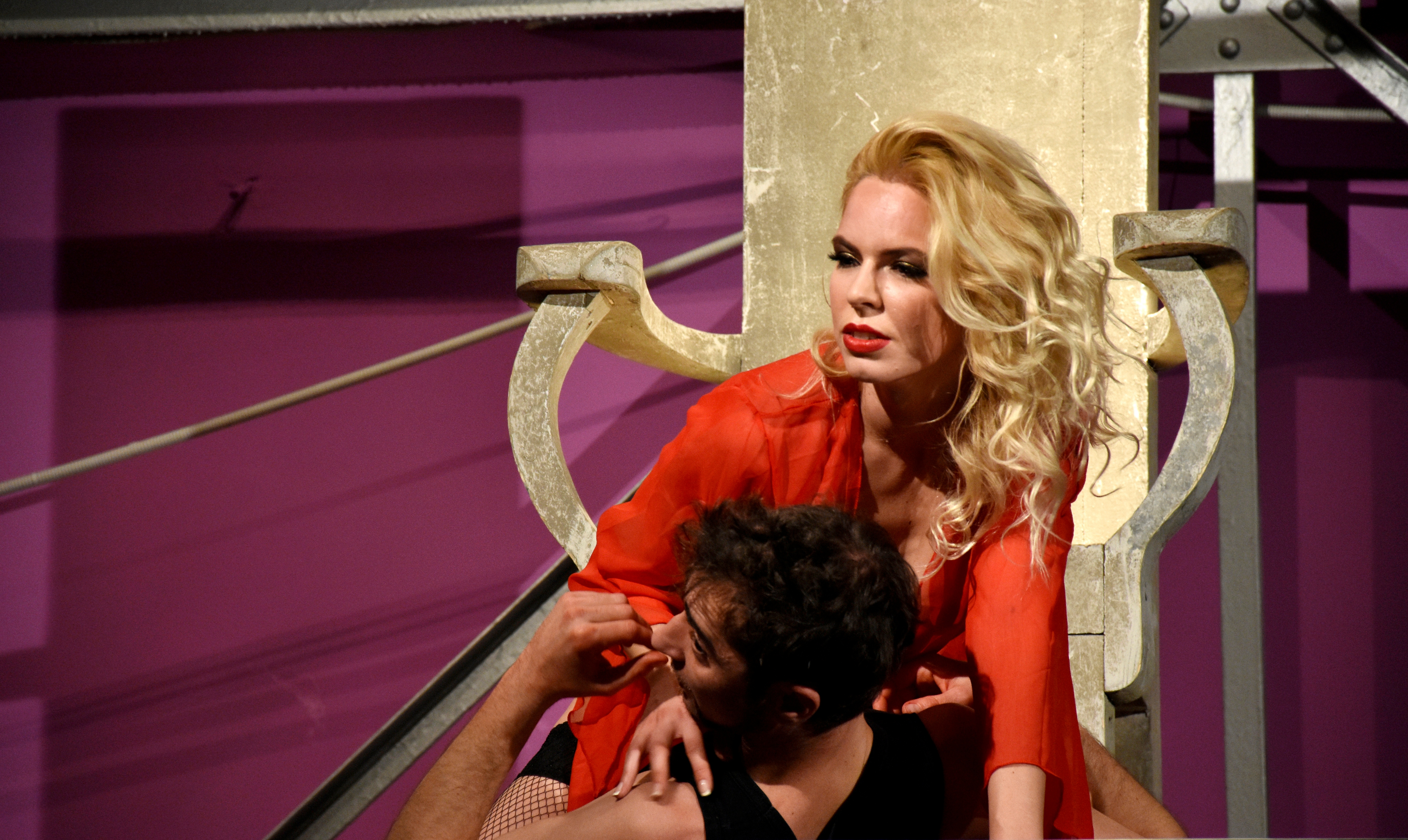
Dolmány Attilával Kárpáti Levente A Caligula-klán című előadásán.

Az Új Színházban készült a színészi diplomára.
Az itt töltött évek alatt számos előadásban játszott.
- Vihar (Osztrovszkij) – Fjoklusa és Varvara[2]
- Pad-társak (Kornis Mihály, Szilágyi Andor, August Strindberg)[3]
- Mit csinál a kongresszus? (Ödön von Horváth) – Kisasszony
- Zárt tárgyalás (Jean-Paul Sartre) – Estelle
- Virágos kert (Michel de Ghelderode) – démon, testvér, hostess
- Kövek az óceán partján (Burák Ádám) – előadóművész
- Kárpáti Levente: "A Caligula-klán" - Agrippinilla, hetéra, rabszolganő, táncos[4]

Egy évet töltött ösztöndíjjal a Marosvásárhelyi Színházművészeti Egyetem színész szakán.[forrás?]
Filmek, amelyekben szerepelt:
Aranyélet, Budapest noir, Terminal, Az Úr hangja
A színházi tevékenységei mellett megkezdte tanulmányait a Pázmány Péter Katolikus Egyetem magyar–filozófia szakán.

## Modellként
A modellkedést 2004-ben kezdte.

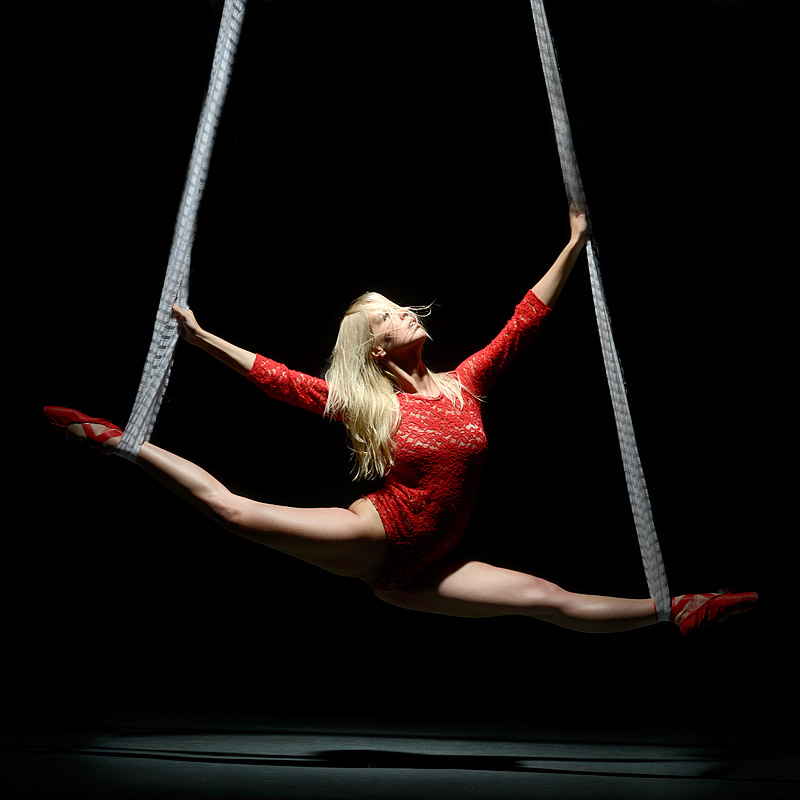
Ropes & Freedom Piar Fotografie

Eleinte csak belföldön dolgozott. Alkalma nyílt neves hazai fotósokkal együtt dolgozni (Eifert János, Szipál Péter, Baricz Kati, Jung Zseni, Dozvald János, Balla András, Benkő Sándor, Gerhes Gábor stb.).
Az évek során a fotózás egyre több területén próbálta ki magát, rendszeres vendég Ausztriában, Hollandiában és Németországban. Ezek mellett számos fotózáson vett részt Belgiumban, Svájcban, Horvátországban, Olaszországban, Szlovákiában, Csehországban, Spanyolországban, Portugáliában, Dél-Koreában és a Kanári-szigeteken.
Ő az első magyar modell, akitől képeket közölt és akivel interjút készített a nemzetközi Modellen Land Magazine.
Túlnyomórészt külföldi foglalkoztatottsága ellenére állandó kapcsolatban van a magyar fotósélettel. Számos fotográfussal dolgozik és ápol baráti kapcsolatot. Rendszeres résztvevője workshopoknak, megnyitóknak, egyéb fotóséletbeli rendezvényeknek. „Müller Fanny »testnyelvezete« a modern táncművészet gyökereiből merít. Lassú, kifejező pózokra, gesztusokra építkező motívumai az időtlenséget jelképezik.”
Az évek során több alkalommal is állt kamerák előtt, és játszott filmekben, sorozatokban, színházban, videóklipben. Szerepelt a Solidmen – Remélem nincs harag című dalhoz készült videóklipben (az Egyesült Államokban több díjat is szerzett), illetve az HBO Aranyélet című sorozatában kapott szerepet. Később a Budapest Noir és a Terminal című filmekben tűnt fel, illetve játszott Kárpáti Levente társulatával A Caligula-klán című előadásban.

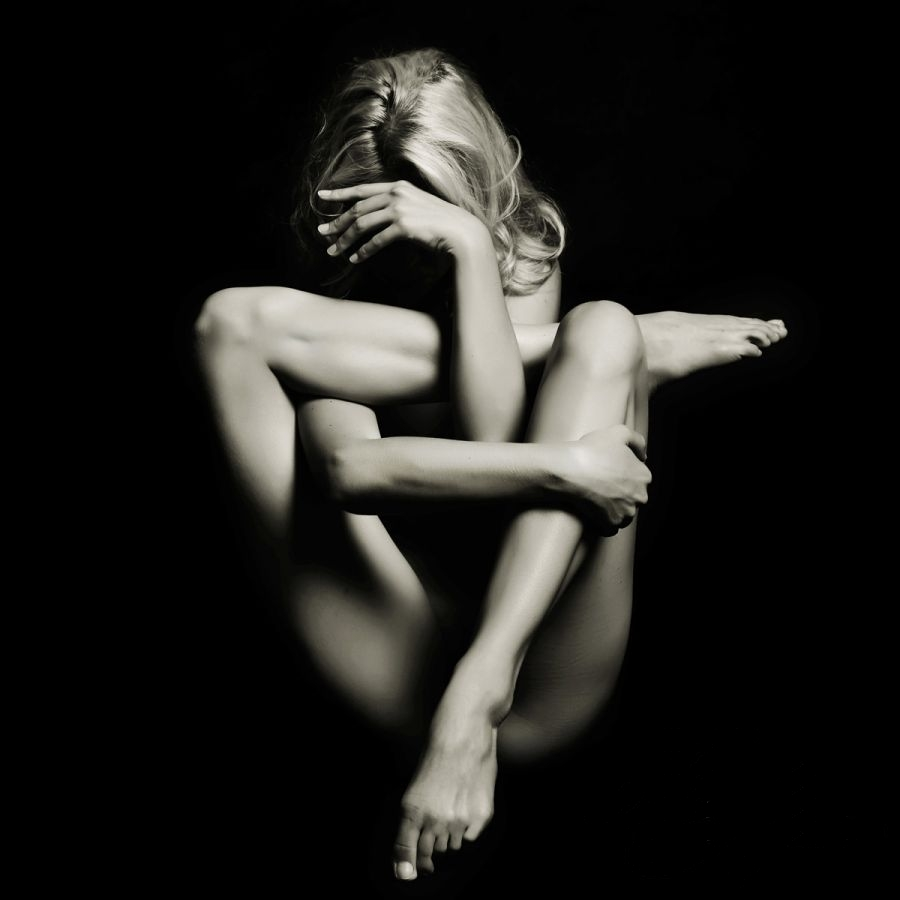
Csomó - Fotó: Tungler Andrea